# Hipoprotrombinèmia

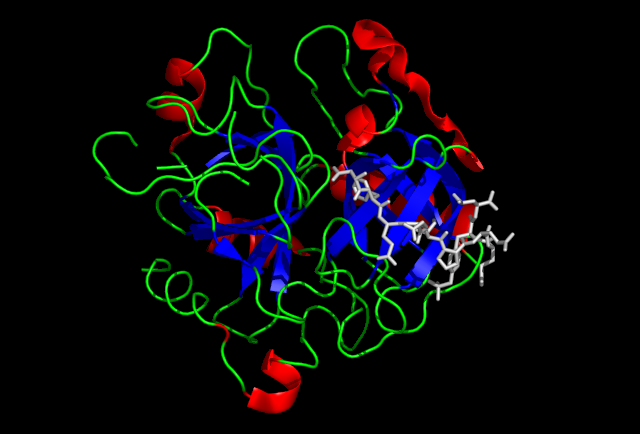
Estructura d'una trombina unida a l'inhibidor hirudina

La hipoprotrombinèmia és un trastorn sanguini en el qual la deficiència de protrombina (Factor II) provoca una coagulació sanguínia incorrecta, cosa que provoca un risc fisiològic de sagnat, especialment en el sistema gastrointestinal, la volta cranial, I el sistema integumentari superficial.
Aquesta malaltia es caracteritza per un augment de la tendència a hemorràgies i es produeix a conseqüència de certs trastorns tals com la deficiència de vitamina K. Aquesta deficiència és deguda a una accentuada disminució dels factors de coagulació II, VII, IX i X; proteïnes hepàtiques anomenades factors del complex protrombínic les quals són dependents de la vitamina K, ja que aquesta és necessària per a la seva activació. La malaltia hepàtica i el tractament anticoagulant amb cumarínics, anomenats també antivitamines K, en són les causes més freqüents.
La vitamina K té un paper crucial en la coagulació sanguínia. Per aquesta raó és utilitzada per revertir els efectes en els casos en què es donen massa medicaments per “aprimar la sang”, per evitar els problemes de coagulació en els nadons que no tenen suficient vitamina K i per tractar el sagnat causat per certs medicaments (salicilats, sulfonamides, quitina, quinidina o antibiòtics).

## Etimologia
La paraula Hipoprotrombinemia ('hypo':«sota»,'-bio'. Protrombina, un factor de coagulació '-haima'). Té com lexema principal protrombina [prò πρό gr. «Davant de, abans de» + thromb (o) - θρόμβος gr. «coàgul» + -in (a) quím «substància»]
El significat bioquímic del lexema es refereix a un constituent proteic del plasma sanguini que es transforma en trombina mitjançant un procés catalitzat en què intervenen la tromboplastina, el calci i globulines plasmàtiques. Aquest procés intervé en la coagulació sanguínia.
D'aquesta manera, cal aclarir que la trombina té com a precursor la trombina (descoberta el 1868) que, al seu torn, és un enzim del tipus de les peptidases. No és part de la sang, sinó que es forma com a part del procés de coagulació sanguínia.

## Causes

La cascada de coagulació

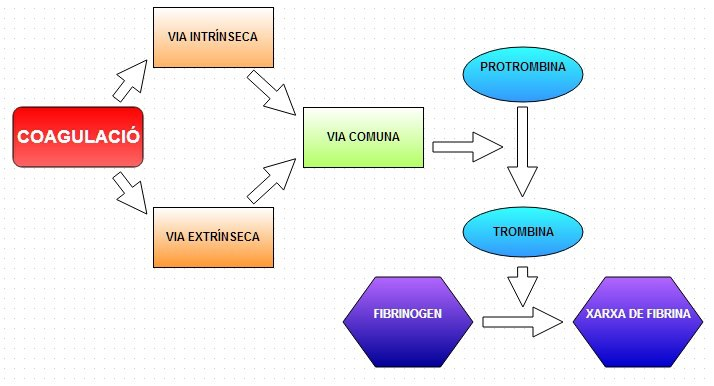
Esquema simplificat del paper de la protrombina en la coagulació

La hipoprotrombinèmia pot ser deguda a un defecte genètic, que pot ser adquirit com a resultat d’un altre procés patològic, o un efecte advers a la medicació. Per exemple, el 5-10% dels pacients amb Lupus eritematós sistèmic exhibit adquireixen hipoprotrombinèmia degut a la presència d'anticossos que es relacionen amb la protrombina i l'eliminen del torrent sanguini. (Síndrome de la hipoprotrombinèmia anticoagulant del lupus)
Quan hom comença a sagnar el cos inicia una resposta consistent en una sèrie de processos anomenada cascada de coagulació. Aquests processos involucren una sèrie de proteïnes que ajuden que la sang es coaguli, anomenades factors de coagulació. Cada reacció del factor indueix una altra reacció, fins a arribar a la formació del coàgul.
Quan falten certs factors o aquests es troben en una baixa concentració generalment no es dona la reacció en cadena.
En la hipoprotrombinèmia el cos té una deficiència del factor II (també anomenat protrombina), i això ocasiona una coagulació deficient de la sang. Cal tenir en compte que la malaltia pot tenir una causa hereditària (genètica) o adquirida.

### Hipoprotrombinèmia hereditària
Heretar la hipoprotrombinèmia és molt poc freqüent (s'han registrat menys de 20 casos al món), ja que ambdós pares han de tenir la malaltia (herència autosòmica recessiva), i pot presentar-se com la deficiència del factor aïllat (baixa producció o baixa activitat de protrombina) o una condició associada amb deficiències d'altres factors que intervenen en el procés coagulatiu (Malalties genètiques que afecten a la vitamina K també poden derivar en hipoprotrombinèmia).

### Hipoprotrombinèmia adquirida
La hipoprotrombinèmia adquirida és més comuna i és causada per la deficiència de la vitamina K (la cascada de coagulació és un procés depenent d’aquesta vitamina), per una malaltia hepàtica greu, o per l’ús de medicaments anticoagulants (com l’anticoagulant lupus, que fa que apareguin anticossos contra protrombina) o per la formació espontània d’un inhibidor de la protrombina.

## Factors de risc
Hi ha una sèrie de factors que ocasionen la disminució de la quantitat de vitamina K, com ara l’ús perllongat d’antibiòtics o la mala absorció intestinal (obstrucció de les vies biliars i absorció inadequada dels nutrients als intestins)
La deficiència d’aquesta vitamina també pot ser ocasionada per causes genètiques: alguns nadons neixen amb aquesta deficiència. Hi ha una sèrie de factors que ocasionen la disminució de la quantitat de vitamina K disponible o la disminució de la síntesi pel fetge de nadons.

### Factors materns (substàncies que interfereixen amb la disponibilitat de vitamina K)
- Salicitats.
- Warfarina.
- Dicumarol.
- Hidantoïna.
- Carbamazepina.
- Primidona.
- Fenobarbital.
- Rifampicina.
- Isoniazida.

### Factors neonatals
- Prematuritat.
- Alimentació deficient.
- Nutrició parental.
- Síndromes de mala absorció : fibrosi quística, malalties celíaques, diarrea crònica.
- Esterilització intestinal per ús d’antibiòtics.
- Retard de colonització bacteriana intestinal.
- Complicacions obstètriques i perinatals: asfíxia i sofriment fetal perllongat.
- Malalties hepàtiques: insuficiència hepàtica, atrèsia biliar, hepatitis, deficiència d'alfa-1-antitripsina.

### Símptomes
- Diferents tipus de sagnat: Nasal, menstrual anòmal, sagnat anòmal posterior al part (del cordó umbilical o de la mare) i després d’un trauma o una cirurgia. En alguns casos poden sagnar les genives, l'orina o la femta, sobretot per culpa de la deficiència de la vitamina K.
- Fàcil formació d'hematomes o blaus a la pell.
- Símptomes circulatoris.
- Proves sanguínies anormals.
- Canvis en el color de la pell.

### Diferents signes o exàmens mèdics que poden fer pensar que es pateix la deficiència del factor II
- Temps de protrombina prolongat: Resultats elevats a l'examen que determina el temps que tarda la porció líquida de la sang en coagular-se, mitjançant l’agregació de productes químics a la mostra de sang.
- Temps parcial de tromboplastina encara més prolongat.
- Anàlisi del factor II amb indicis d’activitat baixa, tenint en compte que els valors normals són de 50% - 200% del valor de referència/control del laboratori.

## Diagnòstic
Quan la malaltia s'hereta dels pares, es tracta d'un trastorn hemorràgic de per vida. Si la
causa és una malaltia hepàtica, el pronòstic depèn de què tan bé es controli el problema
hepàtic, però si l'origen del trastorn és la deficiència de vitamina K, el problema es pot
corregir prenent aquesta vitamina.
D'aquesta manera si la malaltia es detecta en nadons, per fer el diagnòstic diferencial de la malaltia hemorràgica d'aquest mateix per deficiència de vitamina K s'han de considerar totes les entitats que es manifesten amb sagnat durant el període neonatal, com per exemple:
- Coagulació intravascular disseminada (CID)
- Trombocitopènia
- Hemofília A i B
- Ingestió de sang materna
- Insuficiència hepàtica
- Deficiència hereditària de factors de coagulació
- Hemorràgia secundària a hemangioma
- Anormalitats vasculars
- Trauma i malalties de la medul·la òssia (leucèmia).

L'anormalitat primària en la malaltia hemorràgica del nadó per deficiència de vitamina K és la hipoprotrombinèmia, de manera que el temps de protrombina sempre és anormal i ocasionalment poden estar prolongats el temps parcial de tromboplastina i el temps de
coagulació. El diagnòstic es confirma si els temps de protrombina i de tromboplastina parcial estan augmentats. Si l'administració d'1 mg de fitomenadiona augmenta significativament els nivells de protrombina a les 2-6 hores després de l'administració, es pot descartar una afecció hepàtica.
Altres condicions que poden causar hemorràgies com la leucèmia, la porpra al·lèrgica o la trombocitopènia no van acompanyades de
hipoprotrombinèmia. En efecte, el temps de protrombina és una prova de la via extrínseca i avalua l'activació del factor X pel factor VII i els factors VI, X, V, II i fibrinogen. El temps de tromboplastina avalua la via intrínseca i l'activació del factor X per factors XII, XI, IX i VIII, també avalua la via comuna (factors X, V, II i fibrinogen). El mesurament de vitamina K en plasma és tècnicament difícil, i per això no és un estudi pràctic per al diagnòstic.
El temps de sagnat, el fibrinogen i el recompte de plaquetes es troben normals. A l'hemograma es pot trobar anèmia i la magnitud de la mateixa dependrà de la severitat de l'hemorràgia.
Altres exàmens complementaris que es poden sol·licitar són: ecografia transfontanelar i tomografia axial computada de crani, quan es sospita de la presència d'una hemorràgia intracraneana.
D'aquesta manera per avaluar el diagnòstic d'un pacient que pateix d’hipoprotrombinèmia cal tenir en compte els següents símptomes:
- Coagulació intravascular disseminada (CID)
- Deficiència de vitamina K
- Malaltia hepàtica
- Lupus eritematós sistèmic (LES)
- Sobredosi de Warfarina
- Trastorns de plaquetes

## Tractament
Pot ser tractada amb infusions periòdiques de complexos de protrombina purificada.
El tractament inicial està enfocat en el control de l'hemorràgia. També s'ha d’aplicar un tractament per contrarestar la falta de protrombina, com per exemple amb l’ús de plasma congelat, que a més conté altres factors que són útils quan la hipoprotrombinèmia és provocada per múltiples deficiències, però cal vigilar amb els productes que contenen factors dependents de la vitamina K, que poden causar complicacions tromboembòliques. El problema més gran és que no hi ha disponibilitat de concentrats purs de protrombina.
El diagnòstic de trastorns hemorràgics té una gran importància, ja que si el pacient necessita cirurgia, el metge ha de tenir precaucions addicionals per evitar dessagnaments.
En deficiències de la vitamina K i sobredosis de warfarina, l’únic tractament possible és la vitamina K, excepte si hi ha un sagnat significant.
Per augmentar els nivells de vitamina K a llarg termini, també es pot posar en pràctica una dieta que sigui rica en ella: Ingesta de vegetals verds (espinacs, bròcoli, lletuga, julivert, espàrrecs...), olis vegetals (de soja, de cànola, d’oliva...), cereals integrals o fetge.
S'ha de tenir en compte, que la vitamina K és resistent a la calor i la humitat, i com que és liposoluble no es perd per ebullició en aigua (o la cocció). En canvi, la vitamina K pot ser destruïda en medis àcids, bàsics i per agents oxidants, així com amb la congelació del menjar es pot perdre un 20% del contingut en vitamina K.
Si es prenen anticoagulants, s'ha d’anar amb compte perquè aquests interfereixen amb la vitamina K, i aquesta pot disminuir la funció anticoagulant. Altes dosis de vitamina A o E també poden interferir amb l’absorció i la funció de la vitamina K.
Mitjançant l’INR (International normalized ratio), que és un índex que s'utilitza per a estandarditzar els valors obtinguts a través del temps de protrombina, es recomanen diferents dosis de vitamina K.
Si aquest és inferior a 5, no es recomana cap dosi de vitamina K, a partir de 5 s'ha de valorar quina dosi es proporciona, tenint en compte altres factors de risc.
Els tractaments profilàctics en pacients amb hipoprotrombinèmia és un tema controvertit. La profilaxi s'ha reservat a pacients amb severs i recurrents episodis de sagnat. Hi ha informes de casos de pacients amb severa hipoprotrombinèmia que van ser tractats setmanalment amb concentrats de complex de protrombina, i es va descriure una reducció dels episodis hemorràgics i una millor qualitat de vida.

## Prevenció
La vitamina K prové de la dieta i de la síntesi bacteriana intestinal. L'intestí no està colonitzat en néixer i, per tant, no hi ha producció bacteriana de vitamina K i en esgotar-se les reserves de vitamina K obtingudes de la mare a través de la placenta, apareixen les manifestacions clíniques producte d'aquesta deficiència. Pel seu tractament i prevenció l'ús d'aquesta vitamina pot ajudar.
Diverses formes de vitamina K s'utilitzen arreu del món com a medicina. Però en els Estats Units, l'única forma disponible és la vitamina K1 (fitonadiona). Aquesta forma de vitamina K és generalment la més utilitzada pel fet que és menys tòxica, actua més ràpidament, és més forta i funciona millor per certes afeccions.
L'Acadèmia Americana de Pediatria recomana l'administració profilàctica a tots els nadons d'una dosi de vitamina K per via IM, per prevenir la malaltia hemorràgica del nadó per deficiència de vitamina K de presentació clàssica i tardana. Aquesta administració es regeix segons el següent esquema: administració IM de vitamina K1, en dosí única de 0,5 mg a nounats amb pes igual o inferior a 1500 g i 1 mg a nens amb un pes superior a 1500 g durant les primeres sis hores de vida i repetir la dosi 15-30 dies de vida en nens alimentats amb lactància materna exclusiva.
L'Acadèmia també indica que s'han de realitzar majors estudis per valorar l'eficàcia, seguretat i bio-disponibilitat dels preparats orals de vitamina K1 i que s'ha d'adequar la dosi per prevenir la presentació tardana de la malaltia per deficiència de vitamina K, particularment en nens amb lactància materna exclusiva.
No tots els centres defensen l'esquema d'administració de vitamina K1 de l'Acadèmia Americana de Pediatria. Hi ha centres que defensen una administració via oral que consisteix en 2 mg de vitamina K1 en iniciar la lactància materna, repetir la dosi a les 2-4 setmanes i a les 6-8 setmanes de vida. És molt important assegurar-se que els pares compleixen amb l'administració de totes les dosis indicades.